# Santa Comba (Golada)
San Juan de Santa Comba (oficialmente, San Xoán de Santa Comba) es una parroquia que se localiza en el oeste del municipio gallego de Golada, provincia de Pontevedra (España). Según el padrón municipal de 2008 su población es de 121 habitantes (67 hombres y 54 mujeres) distribuidos en 8 entidades de población (entre las que se encuentran Quintela, Carral, Astrar y Castro), lo que supone una disminución en relación con el año 1999 cuando contaba con 153 habitantes.
En su término se encuentran los montes Candeiro y San Sadurniño y un pequeño otero denominado Monte do Castro con algunos restos de su antigua fortificación. En sus proximidades pueden verse dos mámoas o túmulos celtas. La iglesia parroquial fue construida en el siglo XVIII, donde realizan su fiesta principal, la del Ecce Homo.
Cabe destacar en la arquitectura civil de esta parroquia la llamada Casa de Quintela o de los Arias. Conserva la solaina, la capilla y el hórreo, además de un escudo en el que se adivina una torre, un león rampante y unas barras. Fue fundada por el escribano Alonso de Lodeiro, que obtuvo carta de hidalguía en 1568.

## Lugares
- Astrar
- Carral
- Castro
- Garlín
- Quintela
- Santa Comba
- Santán
- Valadoiro (O Valadoiro)[1]